# Бельгард-дю-Разес
Бельга́рд-дю-Разе́с (фр. Bellegarde-du-Razès) — коммуна во Франции, находится в регионе Лангедок — Руссильон. Департамент коммуны — Од. Входит в состав кантона Алень. Округ коммуны — Лиму.
Код INSEE коммуны — 11032.

## Население
Население коммуны на 2008 год составляло 212 человек.
| 1962 | 1968 | 1975 | 1982 | 1990 | 1999 | 2008 |
| ---- | ---- | ---- | ---- | ---- | ---- | ---- |
| 239  | 255  | 199  | 186  | 183  | 184  | 212  |

## Экономика
В 2007 году среди 128 человек в трудоспособном возрасте (15—64 лет) 77 были экономически активными, 51 — неактивными (показатель активности — 60,2 %, в 1999 году было 55,6 %). Из 77 активных работали 69 человек (35 мужчин и 34 женщины), безработных было 8 (5 мужчин и 3 женщины). Среди 51 неактивных 4 человека были учениками или студентами, 19 — пенсионерами, 28 были неактивными по другим причинам.

## Достопримечательности
- Старинный замок (сейчас в частной собственности)
- Частные дома, построенные в 1751 и 1773 годах
- Руины древних стен
- Крест 1860 года
- Церковь св. Климента, построенная в романском стиле

## Фотогалерея

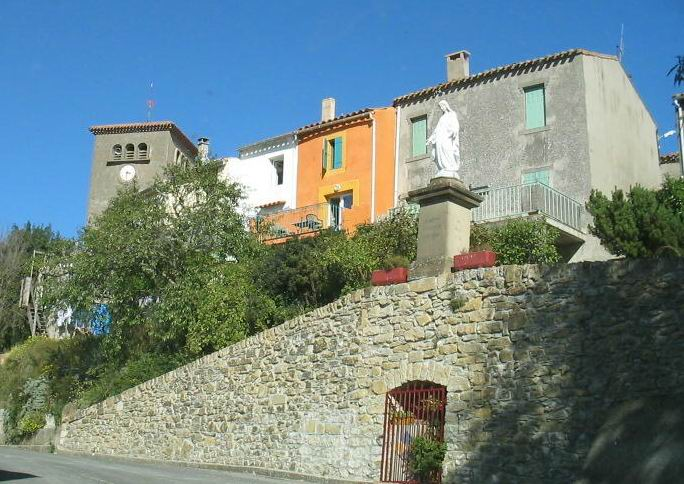
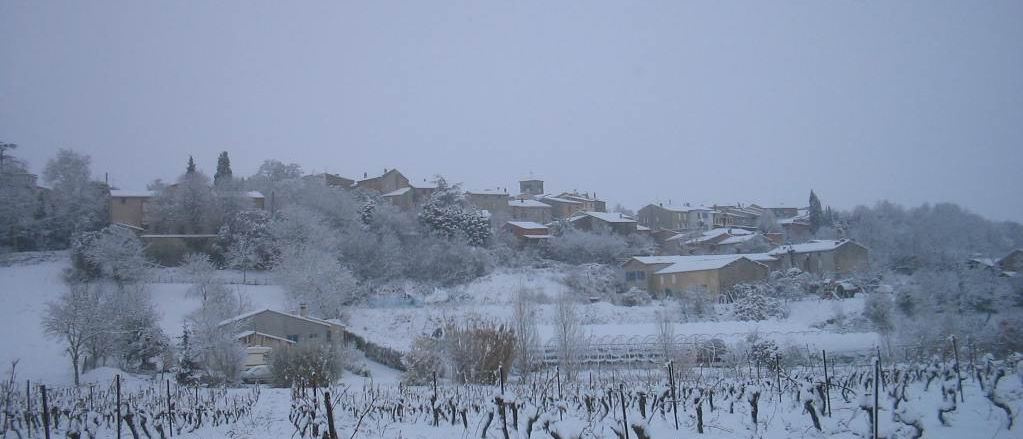
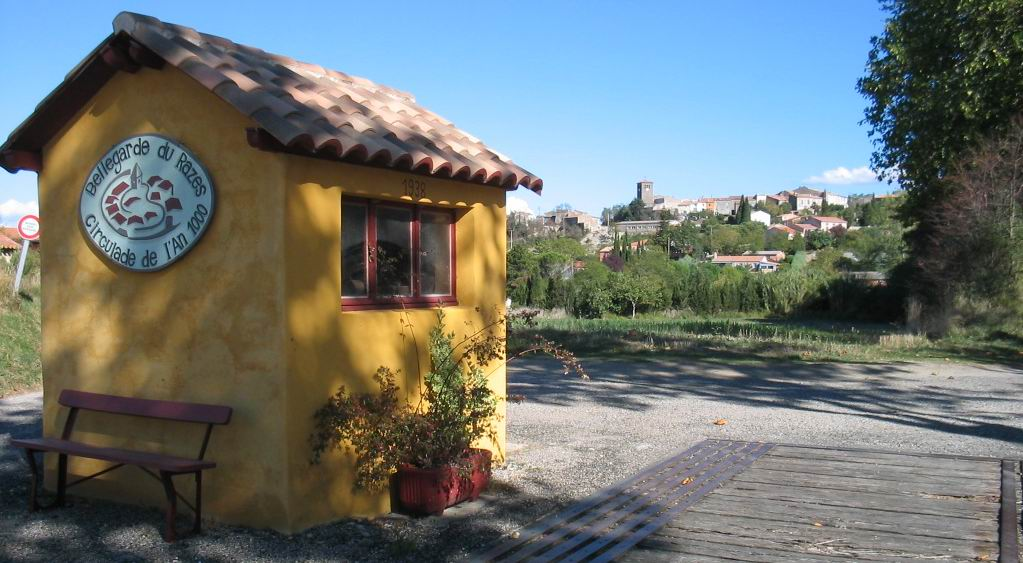
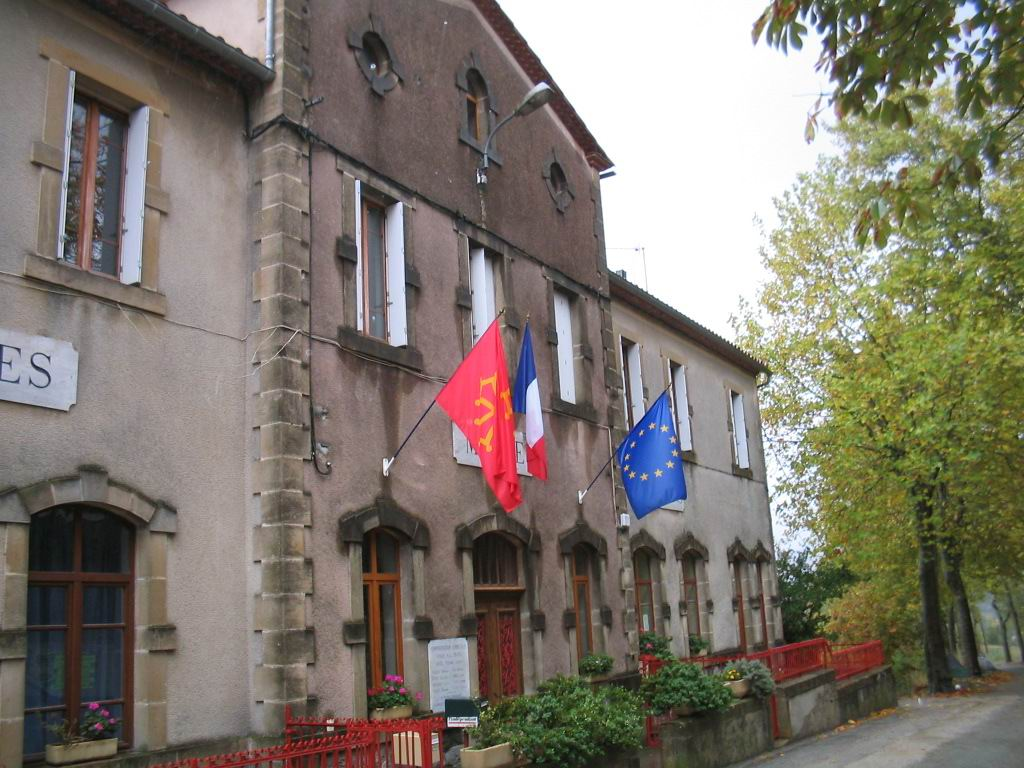